# Suleyman Sleyman
Suleyman Sleyman (Södertälje, 28 dicembre 1979) è un ex calciatore svedese di origine siriaca, di ruolo difensore.

## Carriera

### Club
Nell'età compresa fra i 6 e i 12 anni, Sleyman ha fatto parte del vivaio del Södertälje FF, poi è entrato nel settore giovanile del Syrianska.
Nel 1998 passa all'Hammarby, con cui ha collezionato qualche apparizione in prima squadra prima di tornare al Syrianska per un breve prestito nel 2000. Rientrato alla base, nel 2001 è riuscito a conquistarsi un posto da titolare nell'anno del primo scudetto della storia dell'Hammarby. Il suo primo gol in Allsvenskan, l'unico segnato con la maglia biancoverde, lo ha realizzato il 25 agosto 2008 nel derby contro l'AIK.
Terminato il contratto con l'Hammarby, nel 2009 Sleyman è sceso nel campionato di Superettan per tornare a indossare i colori del Syrianska, squadra che due anni più tardi ha disputato il primo campionato di Allsvenskan della propria storia, salvandosi. Sleyman si è ritirato prima dell'inizio del campionato 2014, che il Syrianska avrebbe disputato nuovamente in Allsvenskan.

### Nazionale
Conta una presenza con la Nazionale svedese, ottenuta in occasione dell'amichevole del 12 gennaio 2008 contro la Costa Rica.